# Delcredere
Delcredere is een beding waarbij een tussenpersoon instaat voor de kredietwaardigheid van de persoon 
waarmee men een contract gesloten heeft voor rekening van de opdrachtgever. 
Het is voor de opdrachtgever een garantie dat hij niet met een wanbetaler wordt opgezadeld. 
Het beding wordt benoemd in het Nederlandse Burgerlijk Wetboek, Boek 7, artikel 429. 
Delcredere neemt afstand van de hoofdregel in Agency samenwerkingsverband. Het is een verzachtende omstandigheid.
Ook België heeft een "nationale delcrederedienst", een staatsinstelling die garant staat als bedrijven zaken doen met buitenlandse handelspartners waarvan de kredietwaardigheid twijfelachtig is.